# Offizierskasino (Neustrelitz)

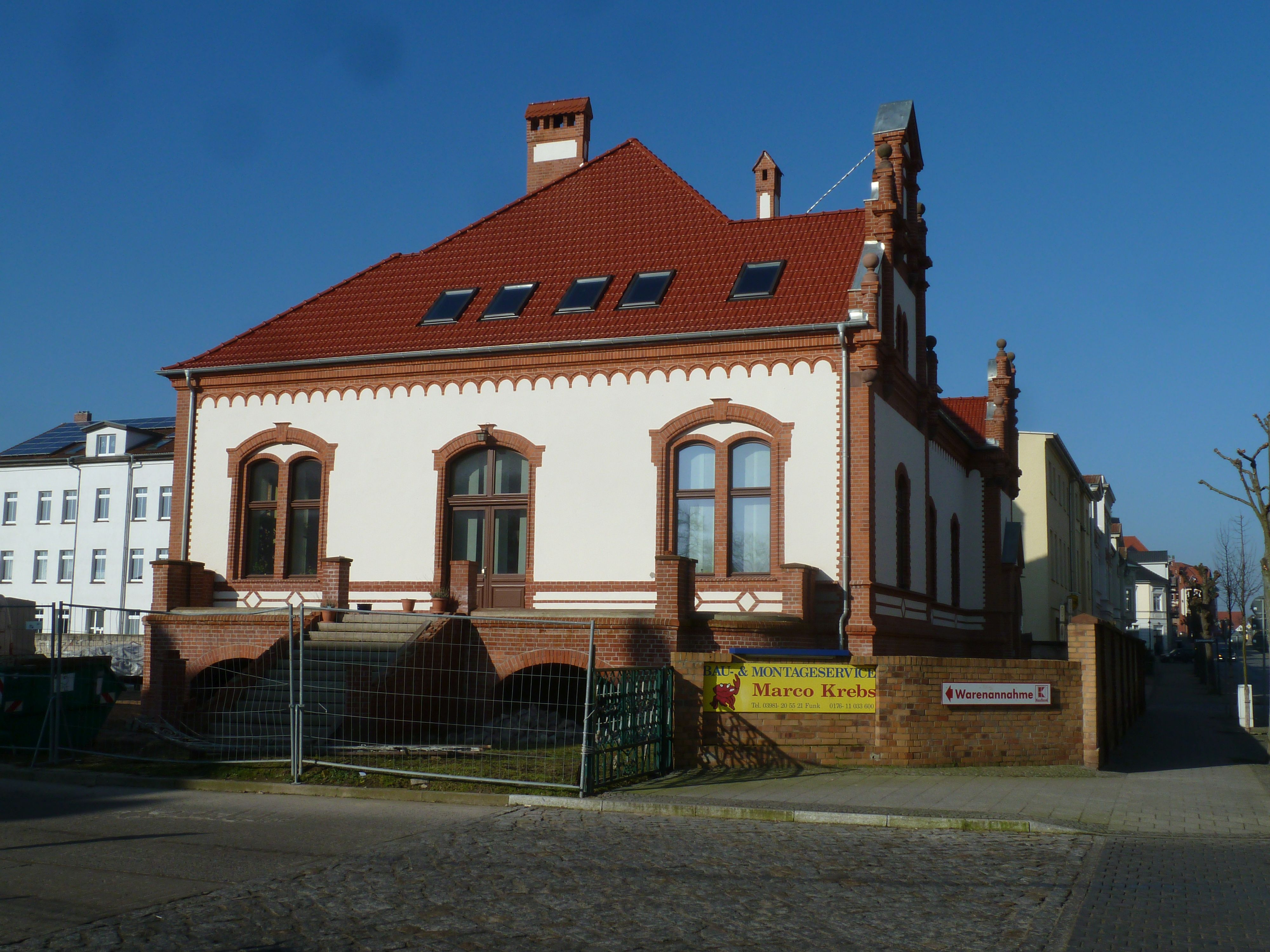

Das ehemalige Offizierskasino bei der früheren Alten Kaserne in Neustrelitz (Mecklenburg-Vorpommern), Augustastraße 8 / Kasernenstraße, stammt aus dem 19. Jahrhundert. Das heutige Wohngebäude steht unter Denkmalschutz.

## Geschichte
Das Herzogtum Mecklenburg-Strelitz mit der Landeshauptstadt Neustrelitz hatte seit 1701 lediglich eine 100-köpfige Leibgarde zu Fuß in Strelitz, die das Herzoghaus und den Hofstaat schützen sollte. 1755 wurde eine zweite Kompanie der Leibgarde mit verschiedenen Standorten aufgestellt. 1808 entstand ein leichtes Infanterie-Bataillon in der Garnisonstadt. 1821 hatte Mecklenburg-Strelitz ein 720 Mann starkes Bataillon. 1859 erhielt eine Batterie in der Stadt leichte Artillerie. 1867 wurde das nunmehr II. Bataillon (ab 1880 volkstümlich auch Goldenes Bataillon genannt) Teil des Großherzoglich Mecklenburgischen Grenadier-Regiment Nr. 89, demobilisiert 1919. 1935 war Neustrelitz wieder Garnisonstadt für Teile des Infanterieregiments Döberitz (IR 48).

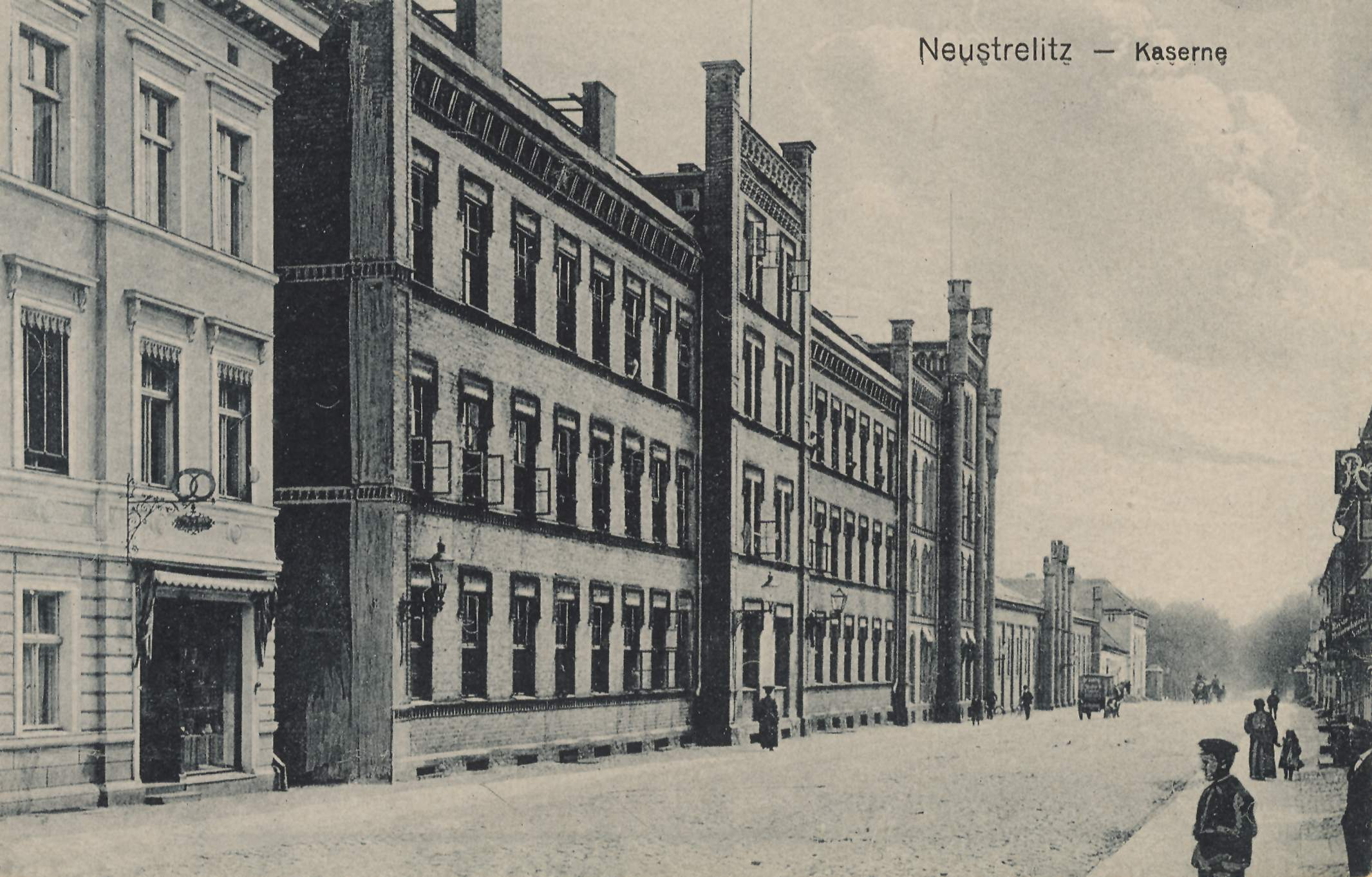
Alte Kaserne auf einer Postkarte von um 1900

1846 wurden die dreigeschossige Kaserne, das Offiziers-Casino sowie die Nebengebäude auf dem Gelände eines früheren Friedhofs gebaut. Das eingeschossige verputzte historisierende Gebäude mit den zwei prägenden Giebelrisaliten, dem großen Walmdach und dem Sockelgeschoss wurde nach Plänen von Landesbaumeister Friedrich Wilhelm Buttel gebaut. Nach einem Umbau dient es zu Wohnzwecken.
An der Augustastraße steht eine Reihe repräsentativer zwei- und dreigeschossiger Wohnhäuser.